# Ypatingasis būrys
Ypatingasis būrys ( فرقة خاصة ) أو فرقة شرطة خاصة ألمانية   فرقة قتل ليتوانية (1941-1944) تعادل زوندركوماندوس،  العاملة في إقليم فيلنيوس. تتكون الوحدة في المقام الأول من المتطوعين الليتوانيين،  تم تشكيلها من قبل الحكومة الألمانية  وكانت تابعة لأينزاتسغروبن 9 وبعد ذلك إلى الشرطة الأمنية الألمانية (SD) و شرطة الأمن (Sipo). 
هناك تقديرات مختلفة فيما يتعلق بحجم الوحدة. يقدر المؤرخ البولندي Czesław Michalski أنها بدأت من 50  بينما يؤكد تاديوز بيوتروفسكي عن وجود 100 متطوع في بدايتها.  وفقا لميخالسكي، بعد إنشائها الأولي، كان المئات من الأشخاص أعضاء في أوقات مختلفة. يقول Arūnas Bubnys أنه لم يتجاوز جوهرها أبدًا أربعين أو خمسين رجلاً.  منهم 118 اسم معروف؛ تمت مقاضاة ومعاقبة 20 من أعضائها.  بالاشتراك مع الشرطة الألمانية، شاركت الفرقة في مذبحة بوناري، حيث قُتل حوالي 70.000 يهودي، إلى جانب ما يقدر بـ 20000 بولندي و8000 أسير حرب روسي، العديد منهم من فيلنيوس المجاورة.

## التاريخ

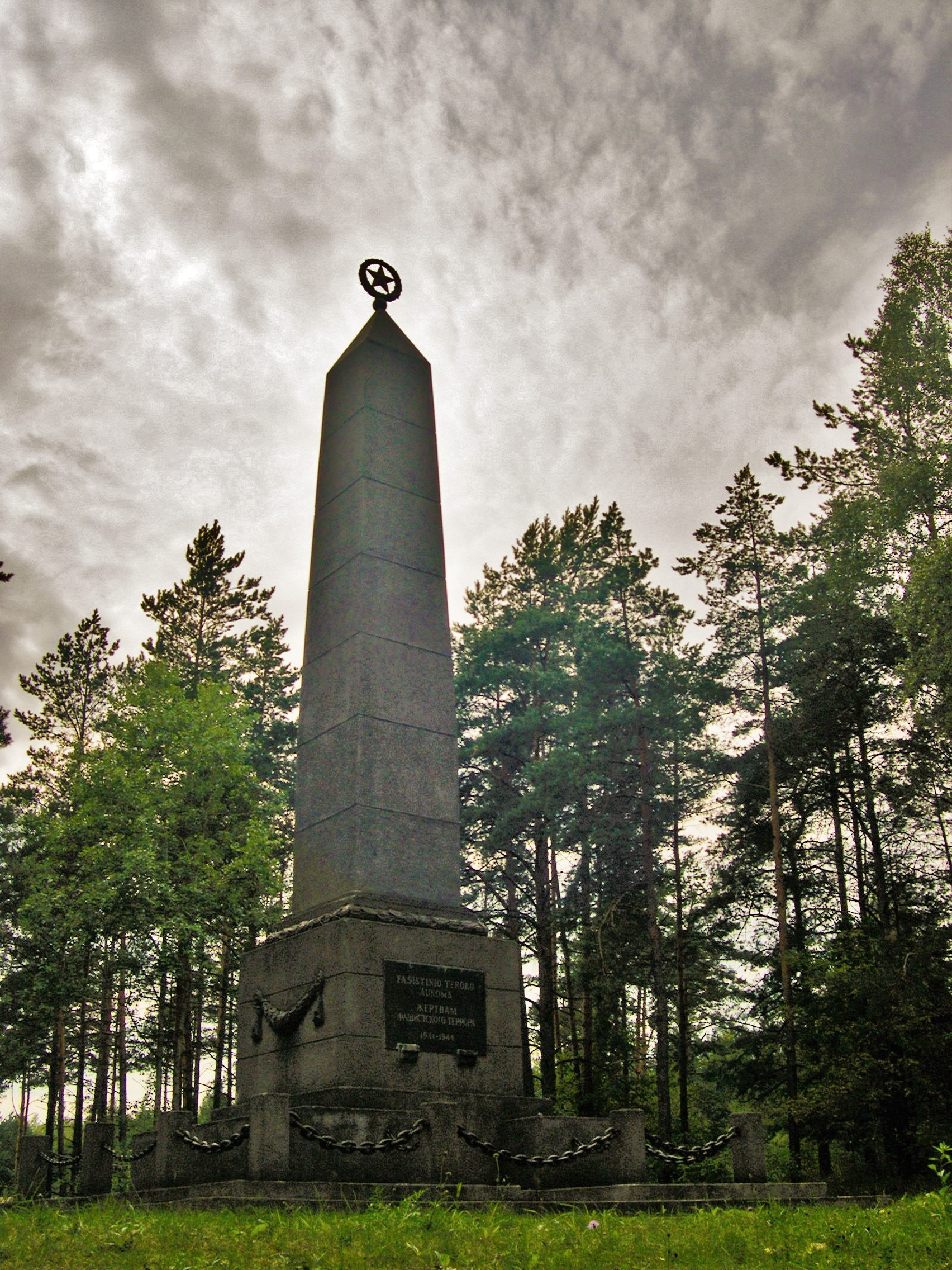
بنى السوفييت الأصلي نصب تذكاري للضحايا السوفييت في بانيريا وودز

أول ذكر لاسم هذه الفرقة (بالليتوانية: Ypatingasis būrys)‏ لوثائق بتاريخ 15 يوليو 1941. بدأت الفرقة الخاصة (YB) كوحدات شرطة تشكلت بعد احتلال ألمانيا لليتوانيا في عام 1941. كان الكثير منهم متطوعين،  تم تجنيدهم بشكل خاص من القومية شبه العسكرية السابقة  اتحاد ليتوانيا (بالليتوانية: Lietuvos Šaulių Sąjunga)‏.  كان يتألف في المقام الأول من الليتوانيين، على الرغم من أنه وفقًا للمؤرخ الليتواني Bubnys، فقد خدم فيها عدد قليل من الروس وبعض البولنديين.  
كما قامت الفرقة بحراسة مقر الغيستابو في فيلنيوس، والسجن في شارع جيديميناس الحالي، بالإضافة إلى قاعدة بانيريا. عندما أغلق الألمان أديرة فيلنيوس في عام 1943، حرست الفرقة منشآتهم حتى قام الألمان بإزالة الممتلكات المصادرة.  في عام 1943، نفذت عمليات إعدام أقل بكثير مما كانت عليه في 1941-1942. اعتبارًا من ديسمبر 1943، كانت وحدة SS تحرس Paneriai وبحلول عام 1944، وفقًا للمؤرخ الليتواني Bubnys، لم تقم الفرقة بإطلاق النار في Paneriai.
من أغسطس 1943، تمت إعادة تسميتها إلى فرقة من الكتيبة 11 من الفيلق اللاتفي. تم استبدال وثائق الهوية القديمة بوثائق جديدة لقوات الفيلق اللاتفي. على الرغم من التغيير الرسمي، كانت الفرقة لا تزال تخدم شرطة الأمن الألمانية وSD. في يوليو 1944 تم نقلها إلى كاوناس وتمركزت في الحصن التاسع. هناك حراست YB السجن وقبل التراجع، قتلت 100 سجين. ثم تم نقل YB إلى شتوتثوف، حيث رافقت اليهود إلى تورون. بقيت هناك حتى أبريل 1944، عندما تلقت أوامر لقيادة اليهود إلى بيدغوشتش. لكن أعضاء YB فروا من الجبهة التي تقترب نحوهم وهرب السجناء اليهود. انسحب بعض أعضاء YB بنجاح إلى ألمانيا؛ بقي البعض في المنطقة التي احتلها الجيش الأحمر. 